# Artlenburg
Artlenburg er en kommune i den nordlige centrale del af Landkreis Lüneburg i den tyske delstat Niedersachsen, og byen er en del af Samtgemeinde Scharnebeck.

## Geografi
Artlenburg ligger vest for naturpark Elbufer-Drawehn ved floden Elben. Elbe-Seitenkanal møder Elben lige øst for byen Artlenburg.

## Historie
Med Artlenburgkonventionen kapitulerede Kurfyrstedømmet Braunschweig-Lüneburg (Kurfyrstedømmet Hannover) i 1803 til Napoleons hær.